# Tour de Feminin

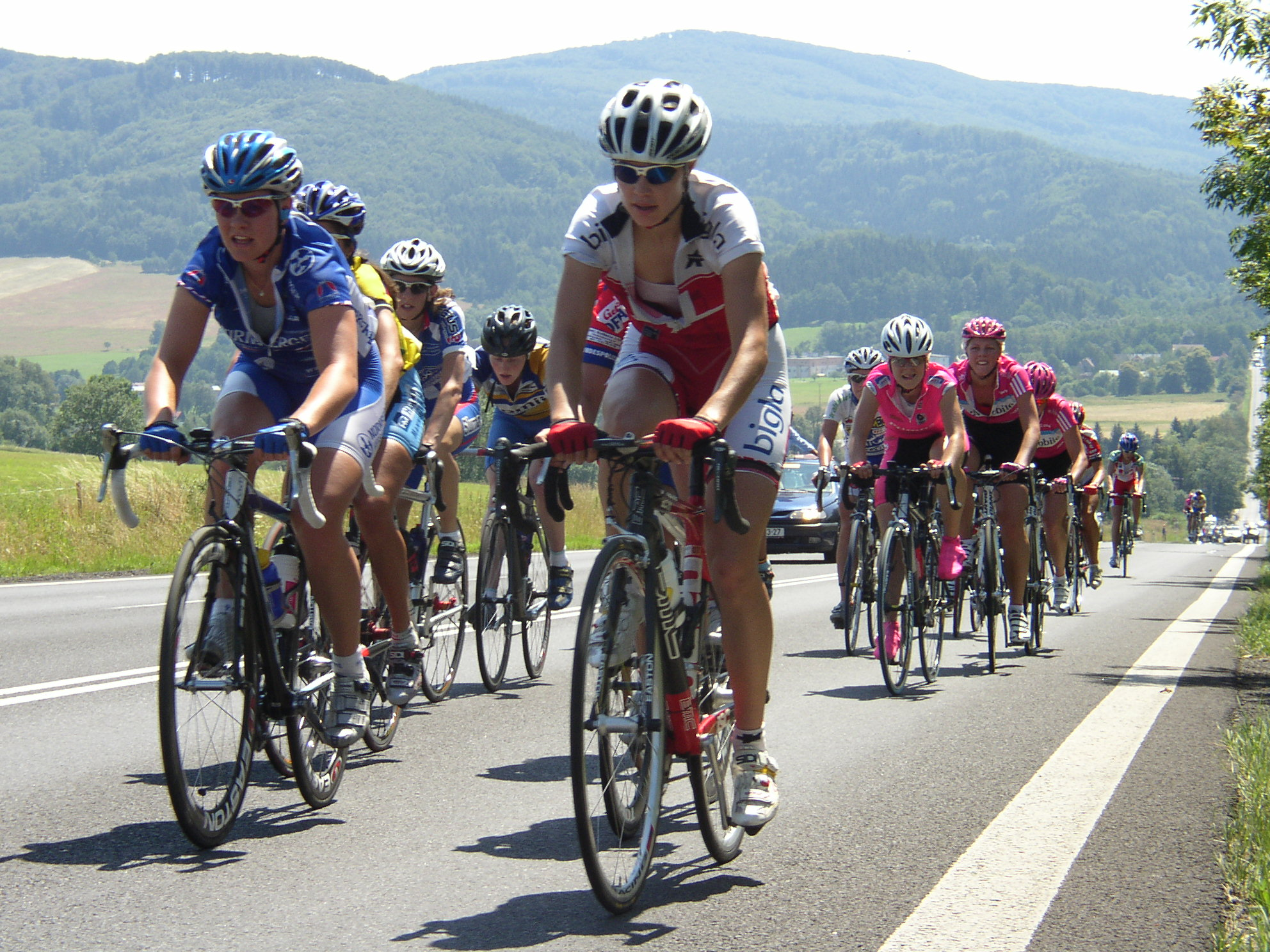
Tour de Feminin, peloton - stoupání z Dolního Podluží na Studánku (I/9)

Tour de Feminin – Memoriál Šárky Víchové‑Peškové a Jiřího Vícha ml. je ženský etapový cyklistický závod, který od roku 1988 startuje v Krásné Lípě, projíždí Šluknovským výběžkem, CHKO Lužické hory a Národním parkem České Švýcarsko.
Zakladatelem závodu a ředitelem byl až do roku 2019 Jiří Vích, který ho původně uspořádal pro svou dceru Šárku, cyklistickou reprezentantku, který nadále zůstává jeho čestným ředitelem. V roce 2020 (závod se v důsledku pandemie koronaviru neuspořádal) pořadatelství závodu převzal spolek MandaOne v čele s Janem Novotou a Simonou Davídkovou. Současnou ředitelkou závodu je mezinárodní cyklistická rozhodčí Simona Davídková, která od roku 2024 přebrala pořadatelství pod záštitou spolku RoadCycling Events.
Závod je zařazen od roku 1990 do seriálu Women Elite (kategorie 2.2.) mezinárodní organizací UCI.
Tour de Feminin patří spolu se závodem Gracia–Orlová k jediným ženským etapovým závodům v Česku.

## Historie
Závod původně začínal jako 3 etapový (1988 - 1991), byl zařazen do Českého poháru a délka prvního ročníku byla 135,6 km. V letech 1992 - 1994 byla přidána další etapa. Od roku 1995 až do 2019 se jezdilo 5 etap (ve 4 dnech), od roku 2021 znovu 4 etapy (4 dny).
S mezinárodní účastí se jel poprvé v roce 1992 (Rakousko), do roku 2021 se ho zúčastnily závodnice z 52 zemí. Nejvíce týmů - 28 závodilo v roce 2016.
V roce 1995 se poprvé jela jedna etapa v Německu, v letech 1997 - 2006 se pak v pořadatelství etap přidala německá města Ebersbach, Žitava a Löbau.
V letech 2003 - 2014 se časovka jednotlivkyň (3. etapa) jezdila v polském městě Bogatynia.
V roce 2010 byla nejdelší trasa závodu a to 449,3 km.
V letech 2007 - 2019 se 4. etapa "Rumburské okruhy" jezdila ve městě Rumburk, od roku 2021 je tato etapa vedena jako číslo 3.
Závodnice od roku 2021 soutěží v kategoriích nejlepší závodnice v celkovém pořadí (žlutý trikot), bodovací soutěž (zelený), vrchařská soutěž (puntíkatý), nejlepší do 23 let (bílý trikot), nejlepší Češka (dres v národních barvách ČR)
Nejúspěšnější závodnicí historie je německá cyklistka Hanka Kupfernagel, která celkem 5x vyhrála celkové pořadí (1996, 1997, 2000, 2001, 2007) a vyhrála i nejvíc (15) etap.
V roce 2021 byl závod poprvé živě streamován přes internet (etapy 2-4).
V roce 2022 se měl závod uskutečnit v termínu 30. června - 3. července. Vzhledem k celosvětové ekonomické situaci po pandemii koronaviru, konfliktu na Ukrajině a razantnímu nárůstu cen potravin, pohonných hmot a ubytovacích služeb, bylo 29. dubna 2022 rozhodnuto organizačním výborem, že se závod v roce 2022 neuskuteční.
Roku 2023 v době ruské agrese na Ukrajinu vyhrává 34. ročník ukrajinská závodnice Olha Kulynych.
V roce 2024 organizaci závodu přebírá spolek RoadCycling Events pod vedením Simony Davídkové. Závod má 4 etapy, celkem 345,8 km. Po dlouhých letech 35. ročník vyhrává česká závodnice - Julia Kopecký.
36. ročník závodu přináší v roce 2025 změnu úvodu etapového závodu. Poprvé se jede TTT - Team Time Trial, teamová jízda proti chronometru, kterou ovládly jezdkyně Belgického národního týmu. Celkovou vítězkou se stala skotská cyklistka Kate Richardson.

## Etapy

### 1995 – 2019 (5 etap)
- I. etapa – "Okolo Šluknovského výběžku" - start Varnsdorf, cíl Krásná Lípa
- II. etapa – "Jiříkovská" - start a cíl Jiříkov (do roku 2009 - 2. etapa Krásnolipské okruhy cíl Jiříkov)[3]
- III. etapa – Krásná Lípa - Brtníky - Krásná Lípa – časovka
- IV. etapa – "Rumburské okruhy" - start a cíl v Rumburku
- V. etapa – "Z Varnsdorfu do Labských pískovců" – start Varnsdorf, cíl Krásná Lípa

### 2021 – 2024 (4 etapy)
- I. etapa – "Časovka" - start i cíl v Krásné Lípě
- II. etapa – "Národním parkem České Švýcarsko" - start i cíl v Krásné Lípě
- III. etapa – "Šluknovskou pahorkatinou" – Krásná Lípa - start i cíl v Rumburku
- IV. etapa – "Lužickými horami" - start ve Varnsdorfu a cíl v Krásné Lípě

### 2025 (4 etapy)
- I. etapa – "Časovka družstev" - start i cíl v Krásné Lípě
- II. etapa – "Národním parkem České Švýcarsko" - start i cíl v Krásné Lípě
- III. etapa – "Šluknovskou pahorkatinou" – Krásná Lípa - start i cíl v Rumburku
- IV. etapa – "Lužickými horami" - start ve Varnsdorfu a cíl v Krásné Lípě

## Vítězky jednotlivých ročníků
| ROK  |                                   | VÍTĚZKA                           | ZEMĚ                              | ZEMĚ                              | 2. MÍSTO                          | ZEMĚ                              | ZEMĚ                              | 3. MÍSTO                          | ZEMĚ                              | ZEMĚ                              | KM                                | ZÁV.                              |
| ---- | --------------------------------- | --------------------------------- | --------------------------------- | --------------------------------- | --------------------------------- | --------------------------------- | --------------------------------- | --------------------------------- | --------------------------------- | --------------------------------- | --------------------------------- | --------------------------------- |
| 2025 | 15-18 / 05                        | Richardson Kate                   | Spojené království                | GBR                               | Mul Malwina                       | Polsko                            | POL                               | Van Sinaey Xaydee                 | Belgie                            | BEL                               | 349,3                             | 162                               |
| 2024 | 23-26 / 05                        | Kopecky Julia                     | Československo                    | CZE                               | De Vries Femke                    | Nizozemsko                        | NED                               | Van Sinaey Xaydee                 | Belgie                            | BEL                               | 345,8                             | 139                               |
| 2023 | 25- 28 / 05                       | Kulynych Olha                     | Ukrajina                          | UKR (1)                           | Wlodarczyk Dominika               | Polsko                            | POL                               | Kvasničková Eliška                | Československo                    | CZE                               | 343,0                             | 139                               |
| 2022 | zrušeno kvůli ekonomickým důvodům | zrušeno kvůli ekonomickým důvodům | zrušeno kvůli ekonomickým důvodům | zrušeno kvůli ekonomickým důvodům | zrušeno kvůli ekonomickým důvodům | zrušeno kvůli ekonomickým důvodům | zrušeno kvůli ekonomickým důvodům | zrušeno kvůli ekonomickým důvodům | zrušeno kvůli ekonomickým důvodům | zrušeno kvůli ekonomickým důvodům | zrušeno kvůli ekonomickým důvodům | zrušeno kvůli ekonomickým důvodům |
| 2021 | 08-11 / 07                        | Lowden Joscelin                   | Spojené království                | GBR                               | Coston Morgane                    | Francie                           | FRA                               | Lechner Corinna                   | Německo                           | GER                               | 339,6                             | 141                               |
| 2020 | zrušeno kvůli pandemii covidu-19  | zrušeno kvůli pandemii covidu-19  | zrušeno kvůli pandemii covidu-19  | zrušeno kvůli pandemii covidu-19  | zrušeno kvůli pandemii covidu-19  | zrušeno kvůli pandemii covidu-19  | zrušeno kvůli pandemii covidu-19  | zrušeno kvůli pandemii covidu-19  | zrušeno kvůli pandemii covidu-19  | zrušeno kvůli pandemii covidu-19  | zrušeno kvůli pandemii covidu-19  | zrušeno kvůli pandemii covidu-19  |
| 2019 | 11-14 / 07                        | Heine Vita                        | Norsko                            | NOR                               | Nerlo Aurela                      | Polsko                            | POL                               | Oshurkova Elizaveta               | Rusko                             | RUS                               | 399,9                             | 158                               |
| 2018 | 05-08 / 07                        | Thomas Leah                       | USA                               | USA (3)                           | Oshurkova Elizaveta               | Rusko                             | RUS                               | De Vuyst Sofie                    | Belgie                            | BEL                               | 400,0                             | 154                               |
| 2017 | 06-09 / 07                        | Winder Ruth                       | USA                               | USA (2)                           | Wiles Tayler                      | USA                               | USA                               | Duyck Ann Sophie                  | Belgie                            | BEL                               | 397,0                             | 182                               |
| 2016 | 07-10 / 07                        | Ludwig Cecilie Uttrup             | Dánsko                            | DEN                               | Plichta Anna                      | Polsko                            | POL                               | Boyarskaya Natalia                | Rusko                             | RUS                               | 394,5                             | 182                               |
| 2015 | 09-12 / 07                        | Antoshina Tatiana                 | Rusko                             | RUS (3)                           | Stephens Lauren                   | USA                               | USA                               | Plichta Anna                      | Polsko                            | POL                               | 394,4                             | 133                               |
| 2014 | 10-13 / 07                        | Walle Brianna                     | USA                               | USA                               | Sáblíková Martina                 | Československo                    | CZE                               | Koedooder Vera                    | Nizozemsko                        | NED                               | 425,4                             | 55                                |
| 2013 | 04-07 / 07                        | Cure Amy                          | Austrálie                         | AUS (2)                           | Pooley Emma                       | Spojené království                | GBR                               | Ritter Martina                    | Rakousko                          | AUT                               | 397,7                             | 128                               |
| 2012 | 05-08 / 07                        | Pankova Larisa                    | Rusko                             | RUS (2)                           | RyanCarla                         | Austrálie                         | AUS                               | Ritter Martina                    | Rakousko                          | AUT                               | 399,9                             | 124                               |
| 2011 | 07-10 / 07                        | Spratt Amanda                     | Austrálie                         | AUS                               | Boyarskaya Natalia                | Rusko                             | RUS                               | Pankova Larisa                    | Rusko                             | RUS                               | 412,6                             | 161                               |
| 2010 | 08-11 / 07                        | Worrack Trixi (2)                 | Německo                           | GER (10)                          | Burchenkova Aleksandra            | Rusko                             | RUS                               | Düster Sarah                      | Německo                           | GER                               | 449,3                             | 169                               |
| 2009 | 09-12 / 07                        | Burchenkova Aleksandra            | Rusko                             | RUS                               | Pitel Edwige                      | Francie                           | FRA                               | Růžičková Martina                 | Československo                    | CZE                               | 429,0                             | 57                                |
| 2008 | 10-13 / 07                        | Hennig Angela                     | Německo                           | GER (9)                           | Worrack Trixi                     | Německo                           | GER                               | Düster Sarah                      | Německo                           | GER                               | 419,2                             | 143                               |
| 2007 | 12-15 / 07                        | Kupfernagel Hanka (5)             | Německo                           | GER (8)                           | Graus Andrea                      | Rakousko                          | AUT                               | Pitel Edwige                      | Francie                           | FRA                               | 435,3                             | 120                               |
| 2006 | 06-09 / 07                        | Senff Theresa                     | Německo                           | GER (7)                           | Kozlíková Lada                    | Československo                    | CZE                               | Kupfernagel Hanka                 | Německo                           | GER                               | 422,1                             | 117                               |
| 2005 | 07-10 / 07                        | Liebig Tina                       | Německo                           | GER (6)                           | Matusiak Bogumila                 | Polsko                            | POL                               | Lutz Eva                          | Německo                           | GER                               | 434,7                             | 73                                |
| 2004 | 08-11 / 07                        | Worrack Trixi                     | Německo                           | GER (5)                           | Beltman Chantal                   | Nizozemsko                        | NED                               | SenffTheresa                      | Německo                           | GER                               | 423,8                             | 124                               |
| 2003 | 10-13 / 07                        | Karpenko Valentina                | Itálie                            | ITA                               | Kozlíková Lada                    | Československo                    | CZE                               | Düster Sarah                      | Německo                           | GER                               | 413,6                             | 109                               |
| 2002 | 11-14 / 07                        | Matusiak Bogumila                 | Polsko                            | POL                               | Worrack Trixi                     | Německo                           | GER                               | Valen Anita                       | Norsko                            | NOR                               | 396,9                             | 91                                |
| 2001 | 12-15 / 07                        | Wampfler Sandra                   | Švýcarsko                         | SUI                               | Matusiak Bogumila                 | Polsko                            | POL                               | Creux Sophie                      | Francie                           | FRA                               | 397,1                             | 61                                |
| 2000 | 20-23 / 07                        | Kupfernagel Hanka (4)             | Německo                           | GER (4)                           | Matusiak Bogumila                 | Polsko                            | POL                               | Karpenko Valentina                | Ukrajina                          | UKR                               | 404,8                             | 43                                |
| 1999 | 23-26 / 07                        | Kupfernagel Hanka (3)             | Německo                           | GER (3)                           | Murenka Yulia                     | Ukrajina                          | UKR                               | Missbach Sandra                   | Německo                           | GER                               | 402,6                             | 37                                |
| 1998 | 23-26 / 07                        | Guiguileva Svetlana               | Ukrajina                          | UKR (2)                           | Pizzolotto Lucia                  | Itálie                            | ITA                               | Murenka Yulia                     | Ukrajina                          | UKR                               | 402,7                             | 55                                |
| 1997 | 24-27 / 07                        | Kupfernagel Hanka (2)             | Německo                           | GER (2)                           | Polikeviciute Rasa                | Litva                             | LTU                               | Ilavská Lenka                     | Slovensko                         | SVK                               | 367,8                             | 84                                |
| 1996 | 25-28 / 07                        | Kupfernagel Hanka                 | Německo                           | GER (2)                           | Scheitle Kerstin                  | Německo                           | GER                               | Flašková Miluše                   | Československo                    | CZE                               | 358,8                             | 85                                |
| 1995 | 27-30 / 07                        | Ilavská Lenka                     | Slovensko                         | SVK (4)                           | Matusiak Bogumila                 | Polsko                            | POL                               | Arndt Judith                      | Německo                           | GER                               | 296,2                             | 53                                |
| 1994 | ?                                 | Stagurskaya Zinajda               | Ukrajina                          | UKR                               | Bailey Rebecca Jane               | Nový Zéland                       | NZL                               | Kupfernagel Hanka                 | Německo                           | GER                               | 220,4                             | 58                                |
| 1993 | 30/07-01/08                       | Kratz Sandra                      | Německo                           | GER                               | Plambeck Suzanne                  | Německo                           | GER                               | Šitárová Iveta                    | Slovensko                         | SVK                               | 220,4                             | 47                                |
| 1992 | 31/07-02/08                       | Barilová Alena                    | Slovensko                         | TCH/SVK (3)                       | Ilavská Lenka                     | Slovensko                         | TCH/SVK                           | Víchová Šárka                     | Československo                    | TCH/CZE                           | 207,3                             | 31                                |
| 1991 | 27-28/07                          | Páczová Ildigo                    | Slovensko                         | TCH/SVK (2)                       | Pekárková Julie                   | Československo                    | TCH/CZE                           | Snahničanová Jarmila              | Slovensko                         | TCH/SVK                           | 136,0                             | 34                                |
| 1990 | 28-29/07                          | Orvošová Eva                      | Slovensko                         | TCH/ SVK                          | Kynčlová Radka                    | Československo                    | TCH/CZE                           | Šitárová Iveta                    | Slovensko                         | TCH/SVK                           | 135,2                             | 31                                |
| 1989 | 29-30/07                          | Kynčlová Radka (2)                | Československo                    | TCH/CZE (2)                       | Orvošová Eva                      | Slovensko                         | TCH/SVK                           | Páczová Ildigo                    | Slovensko                         | TCH/SVK                           | 135,2                             | 26                                |
| 1988 | 30-31/07                          | Kynčlová Radka                    | Československo                    | TCH/CZE                           | Orvošová Eva                      | Slovensko                         | TCH/SVK                           | Šitárová Iveta                    | Slovensko                         | TCH/SVK                           | 135,2                             | 32                                |

### Vítězství dle zemí
| Počet vítězství | Země                                                  |
| --------------- | ----------------------------------------------------- |
| 11              | Německo                                               |
| 5               | Československo (CZE (88-89), SVK 90-92))              |
| 3               | Rusko Spojené státy                                   |
| 2               | Austrálie Ukrajina Spojené království                 |
| 1               | Česko Dánsko Itálie Norsko Polsko Slovensko Švýcarsko |

### Nejúspěšnější cyklistky (min. 2 medaile)
| JMÉNO                 | STÁT | C | Z | S | B | Z              | S           | B        | PRVNÍ | POSLEDNÍ |
| --------------------- | ---- | - | - | - | - | -------------- | ----------- | -------- | ----- | -------- |
| KUPFERNAGEL Hanka     | GER  | 7 | 5 | 0 | 2 | 96 97 99 00 07 |             | 94 06    | 1994  | 2007     |
| MATUSIAK Bogumila     | POL  | 5 | 1 | 4 | 0 | 02             | 95 00 01 05 |          | 1995  | 2005     |
| WORRACK Trixi         | GER  | 4 | 2 | 2 | 0 | 04 10          | 02 08       |          | 2002  | 2010     |
| KYNČLOVÁ Radka        | CZE  | 3 | 2 | 1 | 0 | 88 89          | 90          |          | 1988  | 1990     |
| ORVOŠOVÁ Eva          | SVK  | 3 | 1 | 2 | 0 | 90             | 88 89       |          | 1988  | 1990     |
| ILAVSKÁ Lenka         | SVK  | 3 | 1 | 1 | 1 | 95             | 92          | 97       | 1992  | 1997     |
| ŠITÁROVÁ Iveta        | SVK  | 3 | 0 | 0 | 3 |                |             | 88 90 93 | 1988  | 1993     |
| DÜSTER Sarah          | GER  | 3 | 0 | 0 | 3 |                |             | 03 08 10 | 2003  | 2010     |
| BURCHENKOVA Alexandra | RUS  | 2 | 1 | 1 | 0 | 09             | 10          |          | 2009  | 2010     |
| PANKOVA Larisa        | RUS  | 2 | 1 | 0 | 1 | 12             |             | 11       | 2011  | 2012     |
| SENFF Theresa         | GER  | 2 | 1 | 0 | 1 | 06             |             | 04       | 2004  | 2006     |
| KARPENKO Valentina    | UKR  | 2 | 1 | 0 | 1 | 03             |             | 00       | 2000  | 2003     |
| PÁCZOVÁ Ildigo        | SVK  | 2 | 1 | 0 | 1 | 91             |             | 89       | 1989  | 1991     |
| KOZLÍKOVÁ Lada        | CZE  | 2 | 0 | 2 | 0 |                | 03 06       |          | 2003  | 2006     |
| OSHURKOVA Elizaveta   | RUS  | 2 | 0 | 1 | 1 |                | 18          | 19       | 2018  | 2019     |
| BOYARSKAYA Natalia    | RUS  | 2 | 0 | 1 | 1 |                | 11          | 06       | 2006  | 2011     |
| PLICHTA Anna          | POL  | 2 | 0 | 1 | 1 |                | 16          | 15       | 2015  | 2016     |
| PITEL Edwige          | FRA  | 2 | 0 | 1 | 1 |                | 09          | 07       | 2007  | 2009     |
| MURENKA Yuliya        | UKR  | 2 | 0 | 1 | 1 |                | 99          | 98       | 1998  | 1999     |
| RITTER Martina        | AUT  | 2 | 0 | 0 | 2 |                |             | 12 13    | 2012  | 2013     |

### Vítězky etap (min. 2 etapy)
| KUPFERNAGEL Hanka          | GER | 15 | 94 96 97 99 00 07 11 |
| WORRACK Trixi              | GER | 8  | 02 10                |
| KYNČLOVÁ Radka             | CZE | 4  | 88 89                |
| PÁCZOVÁ Ildiko             | SVK | 4  | 89 91                |
| ORVOŠOVÁ Eva               | SVK | 3  | 90                   |
| BARILOVÁ Alena             | SVK | 3  | 92                   |
| KRATZ SCHUMACHER Sandra    | GER | 3  | 93                   |
| ILAVSKÁ Lenka              | SVK | 3  | 95                   |
| MATUSIAK Bogumila          | POL | 3  | 00 01 02             |
| KARPENKO Valentina         | UKR | 3  | 98 00 03             |
| PANKOVA Larisa             | RUS | 3  | 12                   |
| BRODTKA-HENNIG Angela      | GER | 3  | 07 08                |
| VÍCHOVÁ Šárka              | CZE | 2  | 92 93                |
| STAGURSKAYA Zinajda        | BLR | 2  | 94                   |
| FLAŠKOVÁ GLAVE Miluše      | CZE | 2  | 96 99                |
| POLIKEVICIUTE Rasa         | LTU | 2  | 97 99                |
| GUIGUILEVA Svetlana        | UKR | 2  | 98                   |
| CREUX Sophie               | FRA | 2  | 01                   |
| WAMPFLER Sandra            | SUI | 2  | 01                   |
| KOZLÍKOVÁ Lada             | CZE | 2  | 03 06                |
| ARNDT Judith               | GER | 2  | 05                   |
| SENFF Theresa              | GER | 2  | 05 06                |
| GRAUS Andrea               | AUT | 2  | 05 07                |
| SCHACHL Monika             | AUT | 2  | 06 07                |
| VOS Marianne               | NED | 2  | 08                   |
| BURCHENKOVA Alexandra      | RUS | 2  | 09                   |
| NOVIKOVA Elena             | RUS | 2  | 09                   |
| CURE Amy                   | AUS | 2  | 13                   |
| POOLEY Emma                | GBR | 2  | 13                   |
| BRZEZNA-BENTKOWSKA Paulina | POL | 2  | 13 15                |
| UTTRUP LUDWIG Cecilie      | DEN | 2  | 16                   |
| WINDER Ruth                | USA | 2  | 17                   |
| MACKAIJ Floortje           | NED | 2  | 18                   |
| MOBERG Emilie              | NOR | 2  | 15                   |

## Zajímavosti
- V letech 2016 a 2017 se účastnilo nejvíce závodnic – 182.
- V roce 2010 vyhrála německá závodnice Trixi Worrack všech 5 etap (jako jediná v historii)
- Na startu závodu se ukázaly závodnice z více než 50 států světa, nejvzdálenější byly z Nového Zélandu, Japonska, Austrálie, Brazílie, Kanady, USA, Argentiny, Kolumbie, Kostariky a Mexika.
- Na organizaci se podílejí všechna města a obce kudy závod projíždí, všechny složky Integrovaného záchranného systému či spousta dobrovolníků.
- V letech 2012 a 2014 závod jela olympijská vítězka v rychlobruslení Martina Sáblíková. V roce 2012 odstoupila před čtvrtou etapou, v roce 2014 byla 2. v celkovém pořadí a získala modrý trikot nejlepší vrchařky.